# راميرو فونيس موري
راميرو خوسيه فونيس موري (بالإسبانية: Ramiro José Funes Mori)‏ هو لاعب كرة قدم أرجنتيني في مركز الدفاع ولد في يوم 5 مارس 1991 في مدينة مندوزا في الأرجنتين. وسبق له اللعب مع نادي إيفرتون وريفر بليت ونادي فياريال والنصر، في سنة 2015 بدأ باللعب مع منتخب الأرجنتين لكرة القدم، هو الشقيق التوأم للاعب روجيليو فونيس موري.

## روابط خارجية
- راميرو فونيس موري على موقع الاتحاد الأوربي (الإنجليزية)
- راميرو فونيس موري على موقع قاعدة بيانات كرة القدم.إي يو (الإنجليزية)
- راميرو فونيس موري على موقع ناشيونال فوتبول تيمز (الإنجليزية)
- راميرو فونيس موري على موقع Soccerbase.com (لاعب) (الإنجليزية)
- راميرو فونيس موري على موقع Soccerway.com (الإنجليزية)
- راميرو فونيس موري على موقع عالم كرة القدم.نت (الإنجليزية)
- راميرو فونيس موري على موقع AS.com (الإسبانية)